# Arthur Shrewsbury
Arthur Shrewsbury, né le 11 avril 1856 dans le Nottinghamshire et mort le 19 mai 1903 dans le district de Gedling, est un joueur de cricket anglais. Il fut l'un des meilleurs batteurs des années 1880. Il joua 23 test-matchs pour l'équipe d'Angleterre de cricket et en fut le capitaine à sept reprises (cinq victoires, deux défaites).
Il arrêta sa carrière en 1902 et se suicida l'année suivante à la suite d'une dépression. Il se croyait à tort atteint d'une maladie incurable.

## Honneurs
- Un des Wisden Cricketers of the Year de l'année 1890.